# Giuseppe Brida di Lessolo
Giuseppe Brida di Lessolo (Ivrea, 15 marzo 1820 – Ivrea, 30 agosto 1867) è stato un politico italiano.

## Biografia
Sindaco di Ivrea per 12 anni dal 1848 al 1860, fu Deputato del Regno di Sardegna nella VII legislatura e a seguire Deputato del Regno d'Italia nelle legislature VIII, IX e X.
Morì durante il mandato a causa del colera.